# Trenton (Floryda)
Trenton – miasto w Stanach Zjednoczonych, w stanie Floryda, siedziba hrabstwa Gilchrist.